# Castell de Mata
El castell de Mata, castell de Casa Mata o caserna d'Alonso Alvarado està situat a la ciutat de Las Palmas de Gran Canaria, Gran Canària, (Canàries, Espanya).

## Història
Originalment es va construir una torrassa rodona situada al final de la muralla, i que deteriorat pels atacs de l'armada holandesa capitaneada per Pieter van der Does en 1599, va ser reedificat per Francisco de la Rúa. A causa de la derrota dels invasors en aquesta zona, la fortalesa va rebre el nom de castell de Casa Mata, conegut avui com a castell de Mata, i a causa que la seva funció era la de guardar la muralla de la ciutat es va fer de forma de casamata.
Va estar cedit a l'exèrcit espanyol fins a 1997, que ho utilitzava com a allotjament.
El 22 d'abril de 1949 va ser declarat Monument Històric Artístic, sent així protegit per la Declaració genèrica del Decret de 22 d'abril de 1949, i la Llei 16/1985 sobre el Patrimoni Històric Espanyol.

## Actes
Al Castell de Mata, al costat de la plaça de La nostra Senyora del Pi és el lloc tradicional on es realitza la recepció oficial de benvinguda a la ciutat de la Verge del Pi de Gran Canària quan aquesta baixa a Las Palmas de Gran Canària des de la seva basílica de Teror.

## Altres fortificacions de la ciutat
- Castillo de la Luz.
- Torrassa de San Pedro Mártir.
- Castell de San Francisco de Las Palmas de Gran Canària.
- Muralla urbana de Las Palmas de Gran Canària.
- Fortalesa de Santa Catalina de Las Palmas de Gran Canària.
- Torre de Santa Anna de Las Palmas de Gran Canària.